# Chironomus winnelli
Chironomus winnelli är en tvåvingeart som beskrevs av Wulker 2007. Chironomus winnelli ingår i släktet Chironomus och familjen fjädermyggor.
Artens utbredningsområde är Michigan. Inga underarter finns listade i Catalogue of Life.